# Straniero in paradiso
Straniero in paradiso (Stranger in Paradise) è un racconto fantascientifico scritto da Isaac Asimov. Pubblicato per la prima volta nel maggio/giugno del 1974 sulla rivista If, fa parte della raccolta Antologia del bicentenario ed è stato ripubblicato anche in altre raccolte di racconti di Asimov.

## Trama
William Anti-Aut e Anthony Smith sono due fratelli che vivono in un mondo postapocalittico (a circa 550 anni dalla "Catastrofe"), dove le nascite sono controllate per legge e l'ingegneria genetica tenta di controllare la venuta al mondo di bambini deformi o malati. Questi due fratelli non sono gemelli (dato che le gravidanze gemellari sono proibite), ma pur essendo nati a 5 anni di distanza l'uno dall'altro sono praticamente identici.
William persegue una carriera nel campo dell'ingegneria genetica, od omologia (la scienza che studia il corredo genetico umano), e sta cercando di trovare una cura all'autismo: è da questo che deriva il suo cognome. Anthony invece si è dedicato alla telemetria e sta lavorando al Progetto Mercurio, il cui scopo è quello di inviare un robot sul pianeta omonimo. Questo è un problema da non poco conto, perché il cervello positronico al momento non è stato ancora adattato a tale ambiente (troppe radiazioni e temperature estreme) e perciò è stato costruito un computer sulla Terra che dovrà dirigere il futuro robot mandato in esplorazione. Tuttavia le comunicazioni tra "corpo" e "mente" sono limitate dalla velocità della luce e alla fine ci sarebbe uno sfasamento fra movimenti e pensieri di non meno 20 minuti. Anthony cerca così di risolvere questo problema mediante l'assunzione di un omologo che potrà magari progettare un cervello positronico che somigli molto ad un cervello umano. Purtroppo per lui, l'omologo migliore in circolazione è suo fratello William, e quindi saranno costretti a lavorare insieme.
William si sforza di contribuire alla costruzione del cervello, ma quando il robot viene testato in Arizona si dimostrerà terribilmente goffo. Anthony non vede quindi alcuna speranza per la riuscita della missione, ma William fa notare che il robot-sonda è stato progettato per l'ambiente di Mercurio, non per quello dell'Arizona. Si deciderà quindi di mandare l'automa sul pianeta per il quale era stato designato, scoprendo che, alla fine, funzionava perfettamente, portando così il progetto al successo desiderato. La soluzione di William al problema era stata quella di essersi reso conto che il computer costruito dall'agenzia era paragonabile a una persona autistica, e se questa persona non veniva portata all'interno del suo ambiente ideale non dava i risultati voluti, proprio come una persona autistica che collabora soltanto quando ritiene piacevoli per sé stessa le cose che trova. William e Anthony che fanno finalmente amicizia dopo essere stati per così tanto tempo separati fra loro.